# フェミゴン
フェミゴンは、特撮テレビドラマ『帰ってきたウルトラマン』『ウルトラマンメビウス』に登場する架空の怪獣。別名はひとだま怪獣（人魂怪獣、人だま怪獣）。英字表記はFEMIGONまたはFEMGON。

## 『帰ってきたウルトラマン』に登場するフェミゴン
『帰ってきたウルトラマン』第47話「狙われた女」に登場。
元々は宇宙空間をさまよう小さな光球（人魂）で、それ自体が高度な知性を持っている。この球体は何かに乗り移ることで怪獣化でき、地球上では自由行動用の身体を得るためにMATの丘ユリ子隊員へ憑依して怪獣化する。その影響で、ユリ子は通信時に通信機器の電源を切るなど、普段ではありえないミスを犯して組織機能を混乱させる。怪獣化した後は口から強力な火炎を噴射し、房総半島のコンビナート地帯のタンクを襲撃して壊滅させたうえ、MAT基地の壊滅まで目論む。
ウルトラマンジャックとの戦いでは初戦に苦戦するものの、背後から飛び付いてきた彼の腹部を背中の鋭い棘4本で突き刺し、鋭い一本牙で頭部に噛みついて引きずり回す。その直後、隊員が不在で無防備となったMAT海底基地を目指して東京湾へ入るが、追撃してきたジャックと海底で再戦する。初戦とは違って劣勢に陥り、岩盤に頭部を何度も叩きつけられたうえ、顎の突起を引きちぎられると怯んで逃走を図るが、最後は背後からウルトラスパークを受けて撃破され、海岸に生きて流れ着いたユリ子から光球は分離して消滅する。
- スーツアクター：遠矢孝信[7]
- デザイン：井口昭彦[出典 5]。デザインイメージは人魚で、手をヒレに変えるように指示されていたが、デザイン画通りに造形された[9][10]。
- スーツは背中のコブの部分にスーツアクターの頭が入るようになっており、首は操演で動かしている[11]。
- 作中でジャックがフェミゴンを倒す際の展開は誰にも目撃されていないため、後年の『ウルトラマンメビウス』第33話で本作品の登場個体が紹介される際にはスペシウム光線で倒されたと解釈されている。
- 批評家の福嶋亮大には、紅一点の女性隊員であるユリ子を怪獣化させて男性隊員たちのホモソーシャルな絆を強調しながらフェミゴンを一方的に倒すという展開を、「ミソジニー（女性嫌悪）を露出させている」と評されている[12]。

## 人魂怪獣 フェミゴン（フェミゴンフレイム）
『ウルトラマンメビウス』第33話「青い火の女」に登場。
『帰ってきたウルトラマン』に登場したフェミゴン（以降、「初代」）の別個体。CREW GUYSのドキュメントMATには、初代のデータが記録されている。外見や能力の差から、フェミゴンフレイムとも呼ばれる。初代同様、最初は実体を持たない不定形であるが、他の生物に憑依することで実体化できる。ただし、シンクロ率は初代よりも高く、フレイムがダメージを受けると乗り移られた生物にもダメージが与えられる性質を持っている。また、人間に憑依したままでも感情が高ぶると周囲のものを炎上させる効果を持つ。
青い火の玉となり、GUYSのクゼ・テッペイ隊員の大学時代における先輩であるタカムラの妹・ミサに憑依し、毎夜石油コンビナート地帯を襲ってエネルギー源として大量の火炎を吸収し続ける。メビウスとの初戦では、逃げ遅れた工員を救うためのメビュームシュートが放たれる寸前、テッペイが思いを寄せるミサの命を救おうとメビウスを制止したことに乗じ、逃亡する。その後、完全にミサの身体を乗っ取って再出現し、目からの火球、口からの火炎弾を駆使しながらメビウスと再戦するが、ジャックと初代の戦いを分析したテッペイは、ウルトラマンの光線内にフェミゴンを宿主の肉体から切り離す素粒子があることを突き止めていたため、フレイムは新開発のメテオール「スピリットセパレーター」とメビュームシュートの連携によってミサから切り離され、完全に消滅する。なお、ミサはフレイムに憑依されていた間の記憶をすべて失くしていたことからテッペイのことも覚えておらず、彼の思いは失恋に終わる。
- スーツアクター：西村郎
- デザインは丸山浩[出典 6]。初代とはスーツの構造が異なり、首の部分にスーツアクターの頭が入るようになっている[11][17]。背中が大きく、首が長いもののカラーリングを変更したものが決定稿となった[17]。

## その他の作品に登場するフェミゴン
- 映画『大怪獣バトル ウルトラ銀河伝説 THE MOVIE』では、初代がベリュドラの胴体を構成する怪獣の1体となっている[18]。
- 『大怪獣バトル』のNEO第4弾に技カードとして登場。スキルはフェミゴンの特徴である「ひとだま憑依」[要出典]。